# Relaciones Argentina-Australia
Las relaciones Argentina-Australia se refiere a las relaciones bilaterales entre la República Argentina y la Mancomunidad de Australia. Ambas naciones son miembros del Foro de Cooperación de Asia Oriental y América Latina, G20, Grupo de Cairns y de las Naciones Unidas.

## Historia
Argentina y Australia establecieron relaciones diplomáticas poco después de la Segunda Guerra Mundial. En diciembre de 1959, ambas naciones acordaron en principio abrir misiones diplomáticas residentes. En 1962, Argentina abrió una oficina diplomática en Sídney. En 1963, Argentina elevó su oficina diplomática a una embajada y la trasladó a Canberra. En 1964, el primer embajador australiano presentó credenciales en Buenos Aires.
Durante la guerra de las Malvinas entre Argentina y el Reino Unido, Australia se puso del lado del Reino Unido e impulsó sanciones y rechazó todas las importaciones desde la Argentina. Las relaciones entre Argentina y Australia volvieron lentamente a la normalidad después de la guerra. En 1998, el presidente Carlos Menem se convirtió en el primer jefe de Estado argentino en visitar Australia. Scott Morrison fue el primer primer ministro australiano en visitar Argentina para atender a la Cumbre del G-20 de Buenos Aires en 2018.

## Visitas de alto nivel

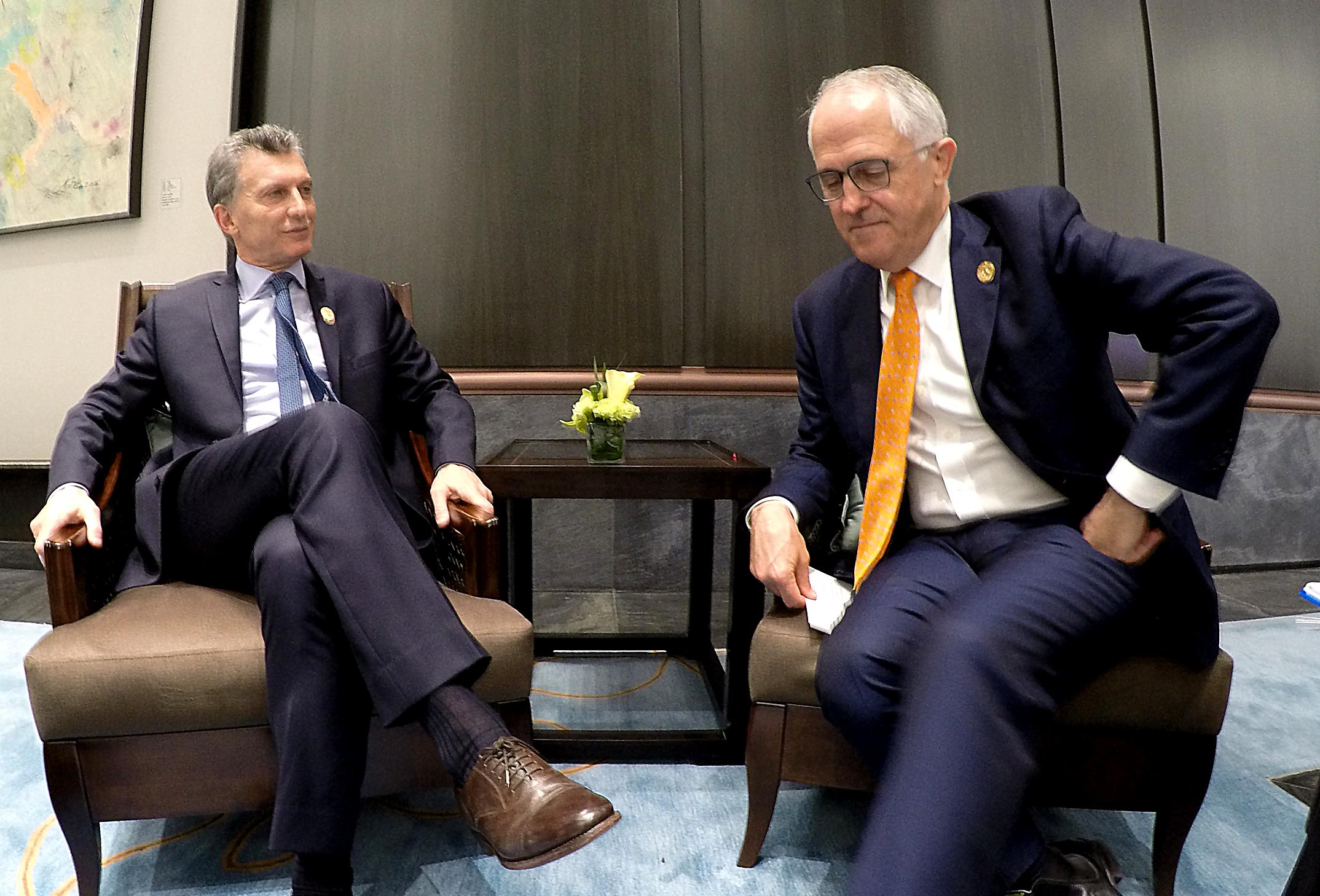
El Presidente argentino Mauricio Macri junto con el primer ministro australiano Malcolm Turnbull durante la reunión del G-20 en Hangzhou, China; septiembre de 2016.

Visitas de alto nivel de la Argentina a Australia
- Presidente Carlos Menem (1998)

'Visitas de alto nivel de Australia a la Argentina
- Gobernador General Peter Cosgrove (2015)
- Gobernador General Peter Cosgrove (2016)

## Acuerdos bilaterales
Ambas naciones han firmado varios acuerdos bilaterales, como un Tratado de Extradición (1990); Acuerdo de Asistencia Mutua en Materia Penal (1993); Acuerdo de Protección de Inversiones (1997); Acuerdo sobre comercio e inversión de minerales (1998); Acuerdo para evitar la doble imposición (2000); Acuerdo de Cooperación en Ciencia y Tecnología (2003); Acuerdo sobre servicios aéreos (2005); Acuerdo sobre visas de trabajo y vacaciones (2011); Acuerdo de Cooperación en los usos pacíficos de la Energía Nuclear (2005) y un Memorando de Entendimiento sobre la Educación, Capacitación e Investigación (2017).

## Turismo
En 2016, 52,996 ciudadanos australianos hicieron una visita a Argentina por turismo. Durante ese mismo período, 18,775 ciudadanos argentinos visitaron Australia.

## Comercio
En 2016, el comercio entre Argentina y Australia ascendió a $1076 millones de dólares australianos. Las principales exportaciones de Argentina a Australia incluyen: alimentos para animales, vehículos, semillas oleaginosas, frutas oleaginosas y aceites y grasas vegetales fijos. Las principales exportaciones de Australia a la Argentina incluyen: carbón, materia prima cruda, vehículos ferroviarios y cuero. Más de 50 empresas australianas operan en la Argentina. Las empresas australianas han invertido alrededor de $1 mil millones de dólares australianos en la Argentina desde 2016.

## Misiones diplomáticas residentes
- Argentina tiene una embajada en Canberra y un consulado general en Sídney.[6]
- Australia tiene una embajada en Buenos Aires.[7]

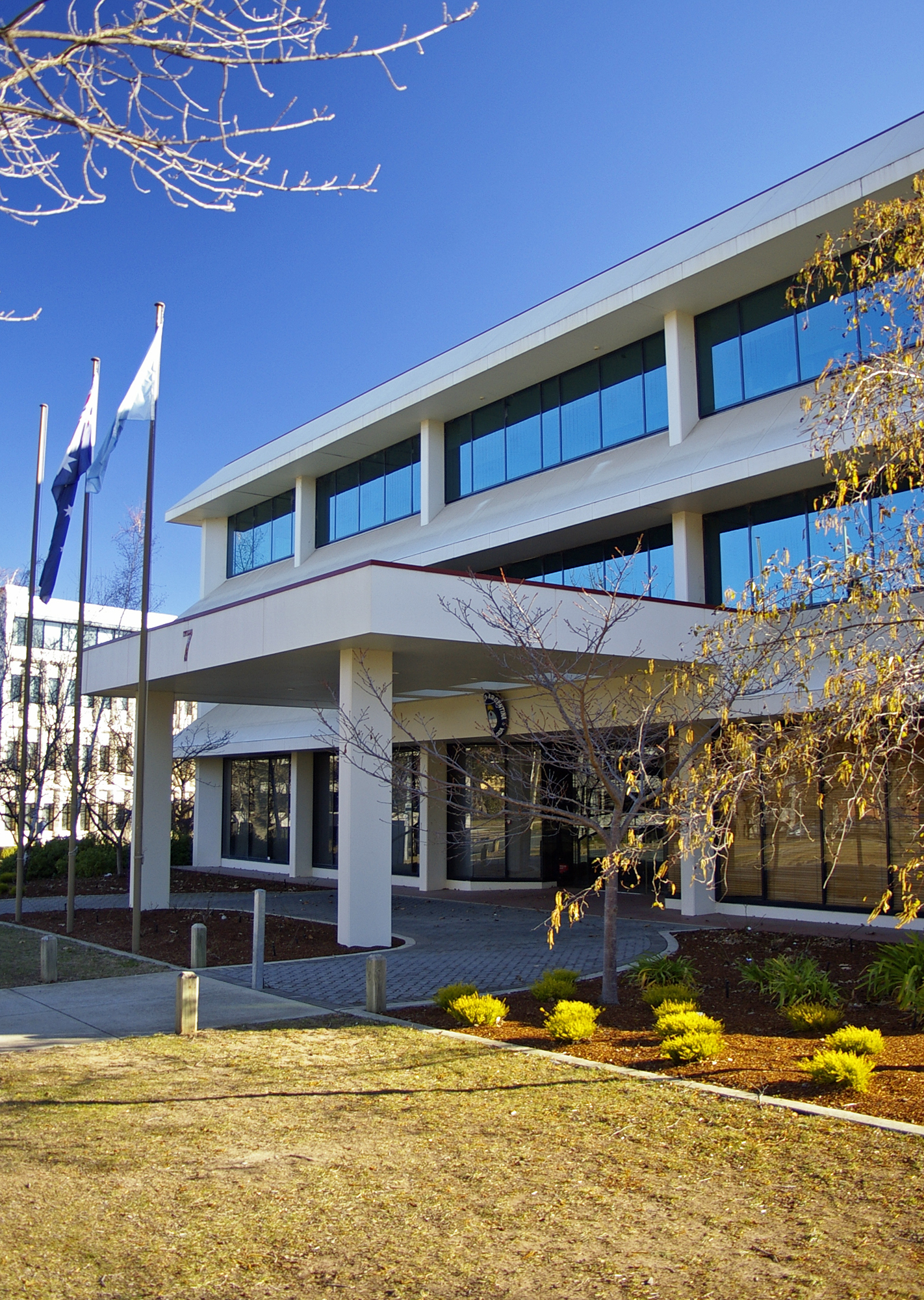
Embajada de Argentina en Canberra
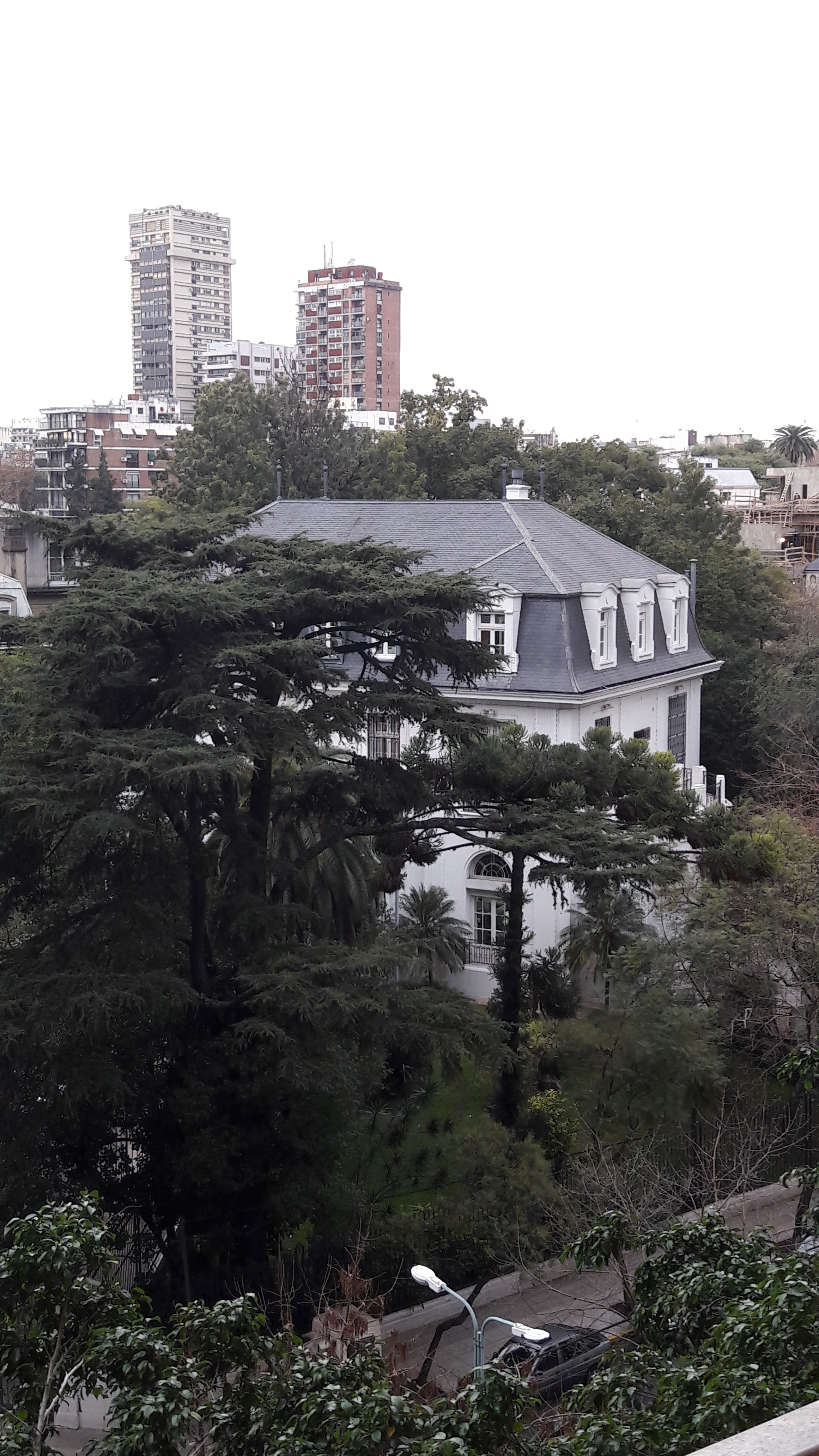
Embajada de Australia en Buenos Aires